# Tanamalwila Division
Tanamalwila Division är en division i Sri Lanka.   Den ligger i provinsen Uvaprovinsen, i den södra delen av landet, 140 km öster om huvudstaden Colombo.